# Die Länderbahn
Die Länderbahn GmbH  (DLB), ehemals Vogtlandbahn GmbH, ist ein deutsches Eisenbahnverkehrsunternehmen mit Sitz in Viechtach, das ursprünglich nur im Vogtland Verkehrsleistungen erbrachte, mittlerweile aber auch überregional agiert. Die Länderbahn ist ein Unternehmen der Regentalbahn AG, welche zur Ferrovie-dello-Stato-Tochterfirma Netinera (ehemals Arriva Deutschland) gehört.
Der Name „Die Länderbahn“ wird als Marke offiziell von der Muttergesellschaft „Regentalbahn AG“ verwendet. So wird die Vlexx GmbH als Tochtergesellschaft der „Länderbahn“ bezeichnet, was sich aber auf die Regentalbahn und nicht auf Die Länderbahn GmbH bezieht.
Die Länderbahn ist Mitglied im Tarifverband der Bundeseigenen und Nichtbundeseigenen Eisenbahnen in Deutschland (TBNE).

## Geschichte

### Entstehung als Vogtlandbahn

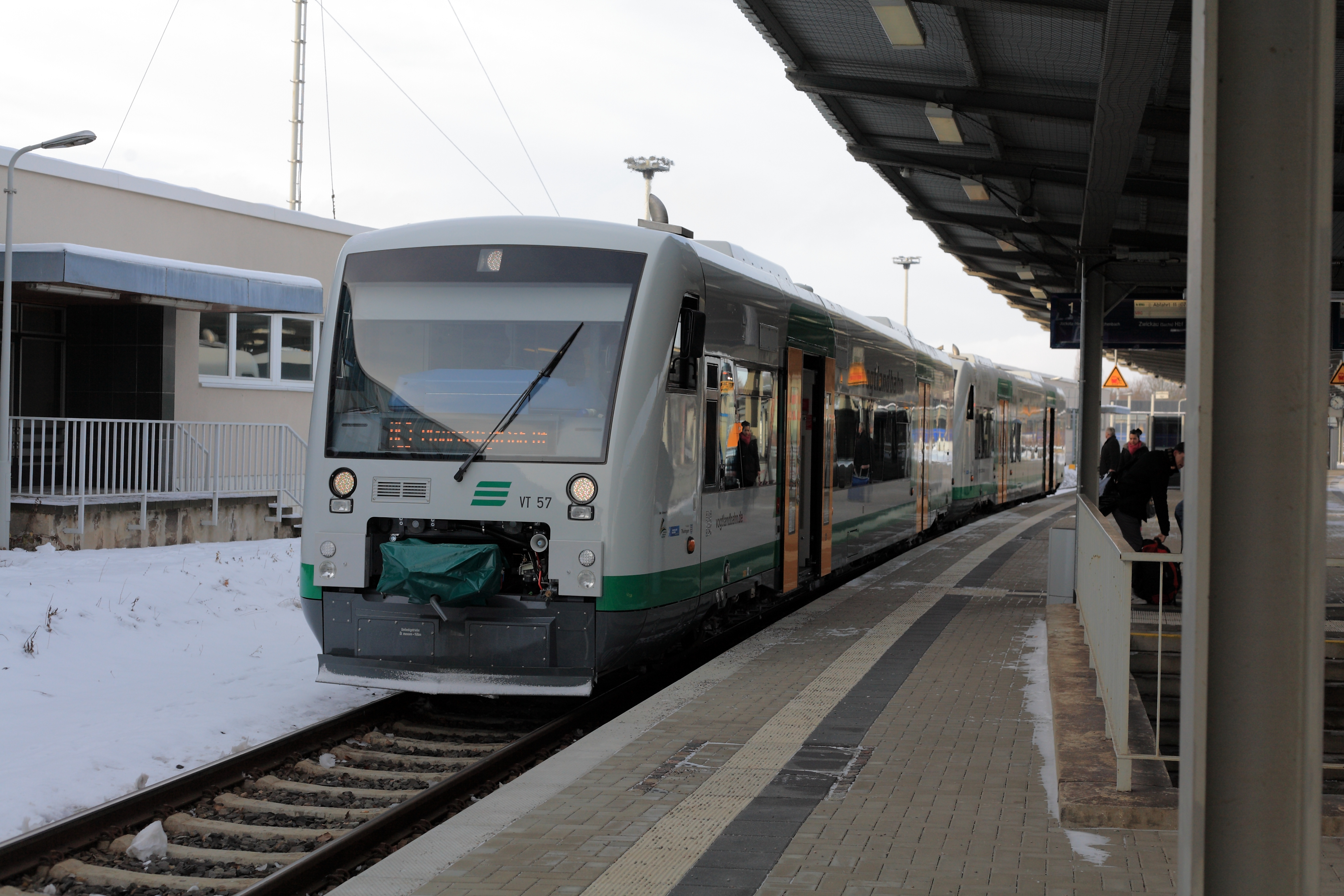
RegioShuttle-Doppeleinheit in Plauen (Vogtl) ob Bf

Nach der deutschen Wiedervereinigung 1990 waren im Vogtland wie auch in den meisten übrigen Regionen der neuen Bundesländer die Fahrgastzahlen im Schienenpersonennahverkehr (SPNV) stark rückläufig, da die Deutsche Reichsbahn mit veralteten Lokomotiven und Reisezugwagen gegen die mehr und mehr instandgesetzten Straßen bald nicht mehr ankam. Daher entschloss sich der Freistaat Sachsen zu einer umfangreichen Attraktivitätssteigerung der Bahnstrecken Zwickau – Falkenstein – Klingenthal und Herlasgrün – Falkenstein – Adorf (Kursbuchstrecke 539), die zu SPNV-Modellstrecken werden sollten. So wurden vom Infrastrukturbetreiber DB Netz (heute DB InfraGO) mit finanzieller Unterstützung des Freistaats Sachsen der Fahrweg durchgehend erneuert und für Geschwindigkeiten von 80 km/h ertüchtigt, die bestehenden Stationen barrierefrei umgebaut und neue Stationen eingerichtet. Allerdings wurden aufgrund hoher Unterhaltskosten auch etliche Gleise wegrationalisiert, Bahnhöfe wie der des Skiortes Schöneck/Vogtl. wurden in Haltepunkte umgewandelt.
Bestandteil des Modellprojekts war auch die Neuvergabe der SPNV-Leistungen im Rahmen eines Wettbewerbsprojekts. Gefordert wurden neben neuen Fahrzeugen merkbare Taktfahrpläne und optimierte Umsteigebeziehungen zwischen den Verkehrsträgern. Aus der im September 1994 veröffentlichten Ausschreibung ging die Regental-Bahnbetriebs-GmbH aus dem bayerischen Viechtach als Sieger hervor. Sie konnte nach Abschluss der Sanierungsmaßnahmen am 23. November 1997 den Betrieb aufnehmen. Zum 1. Januar 1998 wurde die vormals nur als Betriebsteil der Regental-Bahnbetriebs-GmbH geführte Vogtlandbahn GmbH als eigenständiges Unternehmen gegründet. Im Gegensatz zu den vorher verkehrenden Zügen der Deutschen Bahn hat sich die Auslastung seit der Betriebsübernahme durch die Vogtlandbahn sehr positiv entwickelt. Im Frühjahr 1998 konnte daher mit dem Bau eines eigenen Betriebswerks in Neumark begonnen werden, das nach zweijähriger Bauzeit am 4. Juli 2000 eröffnet wurde. Das zuvor genutzte alte Bahnbetriebswerk in Reichenbach wurde daraufhin nicht mehr benötigt.
In den darauffolgenden Jahren konnte die Vogtlandbahn GmbH ihr Streckennetz auch über die sächsischen Grenzen hinaus ausweiten. So wurde beispielsweise der Verkehr auf der Bahnstrecke Schönberg–Schleiz und auf der Elstertalbahn nach Greiz und Gera übernommen. Außerdem wurden bestehende Linien nach Hof und in die nahe Tschechische Republik, damals noch EU-Beitrittskandidat, verlängert.

### Expansion in andere Regionen
Außerhalb des Vogtlands konnte die Vogtlandbahn GmbH seit 2004 verschiedene Ausschreibungen gewinnen und so ihr Liniennetz erweitern. Bei diesen Expansionen wurden verschiedene Marken ins Leben gerufen. So nahm am 9. Dezember 2007 der Alex den Betrieb zwischen Hof und München auf, nachdem die Regentalbahn bereits seit 2003 den Allgäu-Express zwischen München und Oberstdorf betrieben hatte. Es folgten Trilex in Ostsachsen (seit 2010), die Waldbahn (seit 2013) sowie die Oberpfalzbahn (seit 2014). Gesamt wurde das Netz bis nach Lindau, Prag und Breslau erweitert. Durch die Expansion von KD ist der Leistungsanteil von Länderbahn in Polen jedoch erheblich gekürzt worden und beschränkt sich derzeit auf den Abschnitt Görlitz - Zgorzelec.
Im Dezember 2019 erfolgte durch die neugegründete Die Länderbahn CZ s.r.o. die Betriebsaufnahme von mehreren Linien in der Tschechischen Republik. Diese Linien verkehren unter der Marke Die Länderbahn. Mit den Fahrplanwechseln im Dezember 2021 und 2022 kam jeweils eine weitere Linie hinzu, die allerdings unter der Marke Trilex betrieben werden.
Im Juli 2023 wurde bekanntgegeben, dass die Länderbahn ein Los für den Betrieb der S-Bahn Mitteldeutschland ab 2026 gewinnen konnte. Dieses beinhaltet die 3 S-Bahnlinien S3: Halle – Leipzig – Geithain, S5: Halle – Leipzig – Altenburg – Gößnitz – Zwickau / -Glauchau und S5X: Halle – Leipzig – Altenburg – Werdau – Zwickau / -Plauen.

### Verkauf und Umbenennung
Im Herbst 2004 verkaufte der Freistaat Bayern seine mehrheitlichen Anteile an der Vogtlandbahn GmbH an die britische Arriva-Unternehmensgruppe. Nachdem Arriva 2010 von der Deutschen Bahn aufgekauft worden war, musste das Deutschlandgeschäft aus wettbewerbsrechtlichen Gründen weiterverkauft werden. Der neue Eigentümer ist die italienische Ferrovie dello Stato zusammen mit dem luxemburgischen Infrastrukturfonds Cube. Die deutsche Dachgesellschaft heißt seit März 2011 Netinera.
Die Vogtlandbahn GmbH wurde 2015 in „Die Länderbahn GmbH“ umbenannt – Die Länderbahn war schon zuvor eine Marke des Eigentümers Regentalbahn. Der Markenname im Kernnetz vogtlandbahn blieb (in Kleinschreibung) bestehen.

## Liniennetz
Im aktuellen Fahrplanjahr werden viele Linien von der Länderbahn bedient (mit den Marken vogtlandbahn, alex, waldbahn, oberpfalzbahn und trilex): Weiterhin gehört das Netz von Vlexx zur Länderbahn.
| Linie     | Marke                      | Verlauf | Länge      | Stationen | Betriebsaufnahme |
| --------- | -------------------------- | --- | ---------- | --------- | --- |
| RE23 RE25 | Alex                       | München Hbf – Landshut Hbf – Regensburg Hbf – Schwandorf – / Weiden – Marktredwitz – Hof Hbf / Furth im Wald – Plzeň hl.n. – Praha hl.n.                                          | 318/443 km | 16/16     | 9. Dezember 2007 |
| RB 1      | Vogtlandbahn               | Zwickau (Sachs) Zentrum – Zwickau (Sachs) Hbf – Lengenfeld – Auerbach – Falkenstein – Zwotental – Klingenthal – Kraslice                                                          | 73 km      | 23        | Zwickau Hbf – Klingenthal: 23. November 1997 Zwickau Zentrum – Zwickau Hbf: 28. Mai 1999 Klingenthal – Kraslice: 28. Mai 2000 |
| RB 2      | Vogtlandbahn               | Zwickau (Sachs) Stadthalle – Zwickau (Sachs) Hbf – Werdau – Reichenbach ob Bf – Plauen (Vogtl) ob Bf (– Hof Hbf) / – Bad Brambach – Cheb (Eger)                                   | 125 km     | 23/33     | Zwickau Hbf – Plauen (Vogtl) ob Bf: 13. Oktober 1996 Plauen (Vogtl) ob Bf – Hof Hbf: 28. Mai 2000                             |
| RB 4      | Vogtlandbahn               | Gera Hbf – Greiz – Elsterberg – Plauen (Vogtl) Mitte – Weischlitz (– Adorf) | 62 km      | 16/18     | Wechselverkehr: 1. Juli 2002 Gesamtverkehr: 14. Dezember 2003                                                                 |
| RB 5      | Vogtlandbahn               | Mehltheuer – Plauen (Vogtl) ob Bf – Herlasgrün – Auerbach – Falkenstein – Zwotental – Klingenthal – Kraslice (–Sokolov – Karlovy Vary d.n.)                                       | 78 km      | 21/22     | Plauen (Vogtl) ob Bf – Falkenstein: 23. November 1997                                                                         |
| RB23      | Oberpfalzbahn              | Marktredwitz – Weiden (Oberpf) – Schwandorf – Regensburg Hbf | 137 km     | 6/18      | 14. Dezember 2014 |
| RB27      | Oberpfalzbahn              | Schwandorf – Cham (Oberpf) – Furth im Wald (– Domažlice) | 67 km      | 10/14     | |
| RB28      | Oberpfalzbahn              | Cham (Oberpf) – Bad Kötzing – Lam | 40 km      | 13        | |
| RB29      | Oberpfalzbahn              | Cham (Oberpf) – Waldmünchen | 22 km      | 8         | |
| RE 1      | Trilex                     | Dresden Hbf – Bischofswerda – Bautzen – Löbau – Görlitz (– Zgorzelec) | 108 km     | 11        | 14. Dezember 2014 |
| RE 2      | Trilex                     | Dresden Hbf – Bischofswerda – Zittau (– Liberec) | 105/132 km | 13/19     | 14. Dezember 2014 |
| RB60      | Trilex                     | Dresden Hbf – Bischofswerda – Bautzen – Löbau – Görlitz | 105 km     | 23        | 14. Dezember 2014 |
| RB61      | Trilex                     | Dresden Hbf – Bischofswerda – Zittau | 105 km     | 28        | 14. Dezember 2014 |
| L2        | Die Länderbahn CZ (Trilex) | Liberec – Česká Lípa – Děčín hl. n. | ca. 70 km  | 14        | 11. Dezember 2022 |
| L4        | Die Länderbahn CZ (Trilex) | Rumburk – Česká Lípa – Mladá Boleslav město | 99 km      | 22        | 12. Dezember 2021 |
| L7        | Trilex                     | Liberec – Zittau – Varnsdorf – Seifhennersdorf (Mandaubahn) | 48 km      | 16        | 12. Dezember 2010 |
| L24       | Die Länderbahn CZ (Trilex) | (Dresden Hbf – Bischofswerda – Zittau –) Liberec – Mimoň – Doksy | 61 km      | 13        | 12. Dezember 2010 (ab Dresden Hbf als RE2, verkehrt nur in den tschechischen Sommerferien)                                    |
| RB35      | Waldbahn                   | Bayerisch Eisenstein – Zwiesel (Bay) – Gotteszell – Plattling | 72 km      | 11        | 15. Dezember 2013 (Als Subunternehmen von DB Regio seit 26. Mai 1997)                                                         |
| RB37      | Waldbahn                   | Bodenmais – Zwiesel (Bay) | 15 km      | 5         | 15. Dezember 2013 (Als Subunternehmen von DB Regio seit 23. Mai 1993)                                                         |
| RB36      | Waldbahn                   | Zwiesel (Bay) – Grafenau | 32 km      | 9         | 15. Dezember 2013 (Als Subunternehmen von DB Regio seit 23. Mai 1993)                                                         |
| RB38      | Waldbahn                   | Viechtach – Gotteszell | 25 km      | 8         | 12. September 2016 |
| U12       | Die Länderbahn CZ          | Osek město – Most – Louny – Rakovník | 93 km      | 28        | 15. Dezember 2019 |
| U14       | Die Länderbahn CZ          | Jirkov – Chomutov – Žatec – Lužná u Rakovníka | 81 km      | 15        | 15. Dezember 2019 |
| T7        | Die Länderbahn CZ          | Chomutov – Vejprty – Cranzahl | 69 km      | 17        | 15. Dezember 2019 |
| S58       | Die Länderbahn CZ          | Rakovník – Lubná – Kralovice u Rakovníka | 27 km      | 9         | 9. Dezember 2023 |
| X560      | Die Länderbahn CZ          | (Rakovník –) Lužná u Rakovníka – Chrášťany zastávka – Kolešovice | 26 km      | 8         | September 2024 bis Mai 2025 (als Ersatz für eine Buslinie wegen einer Straßensperrung)                                        |
| S3        | S-Bahn Mitteldeutschland   | Geithain – Borna (b Leipzig) – Böhlen (b Leipzig) – Leipzig Hbf – Schkeuditz – Halle (Saale) Hbf – Halle-Trotha                                                                   |            | 36        | Ab Dezember 2026 |
| S5        | S-Bahn Mitteldeutschland   | Halle Trotha – Halle (Saale) Hbf – Leipzig/Halle Flughafen – Leipzig Hbf – Gößnitz – Glauchau (Sachs) /– Werdau – Zwickau (Sachs) Hbf                                             |            | 38/43     | Ab Dezember 2026 |
| S5X       | S-Bahn Mitteldeutschland   | Halle-Trotha – Halle (Saale) Hbf – Leipzig/Halle Flughafen – Leipzig Hbf – Gößnitz – Werdau – Zwickau (Sachs) Hbf /– Neumark (Sachs) – Reichenbach (Vogtl) – Plauen (Vogtl) ob Bf |            |           | Ab Dezember 2026 |

## Fahrzeuge

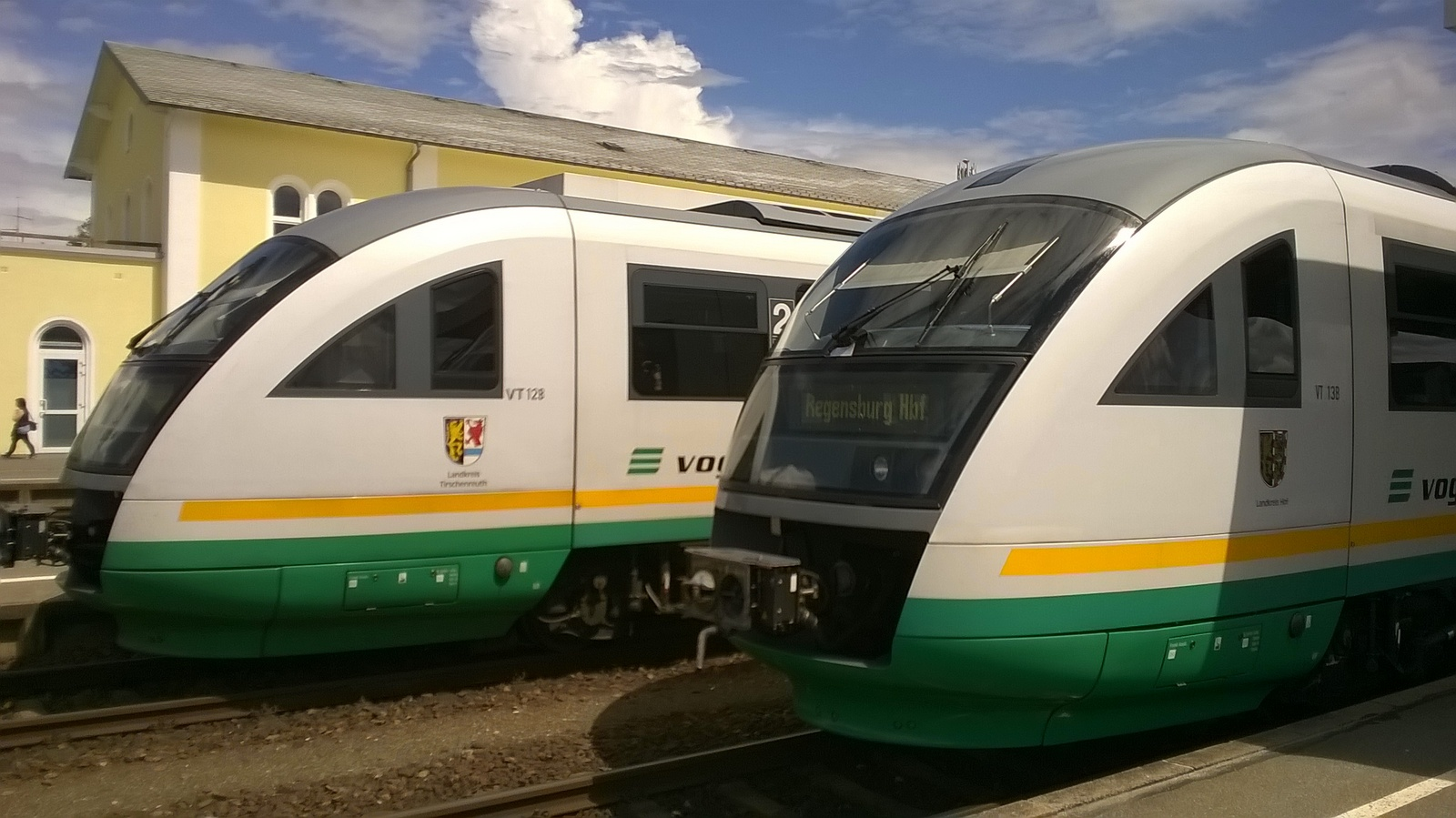
Siemens-Desiro-Classic-Triebwagen VT 12 und VT 13 der Vogtlandbahn in Schwandorf

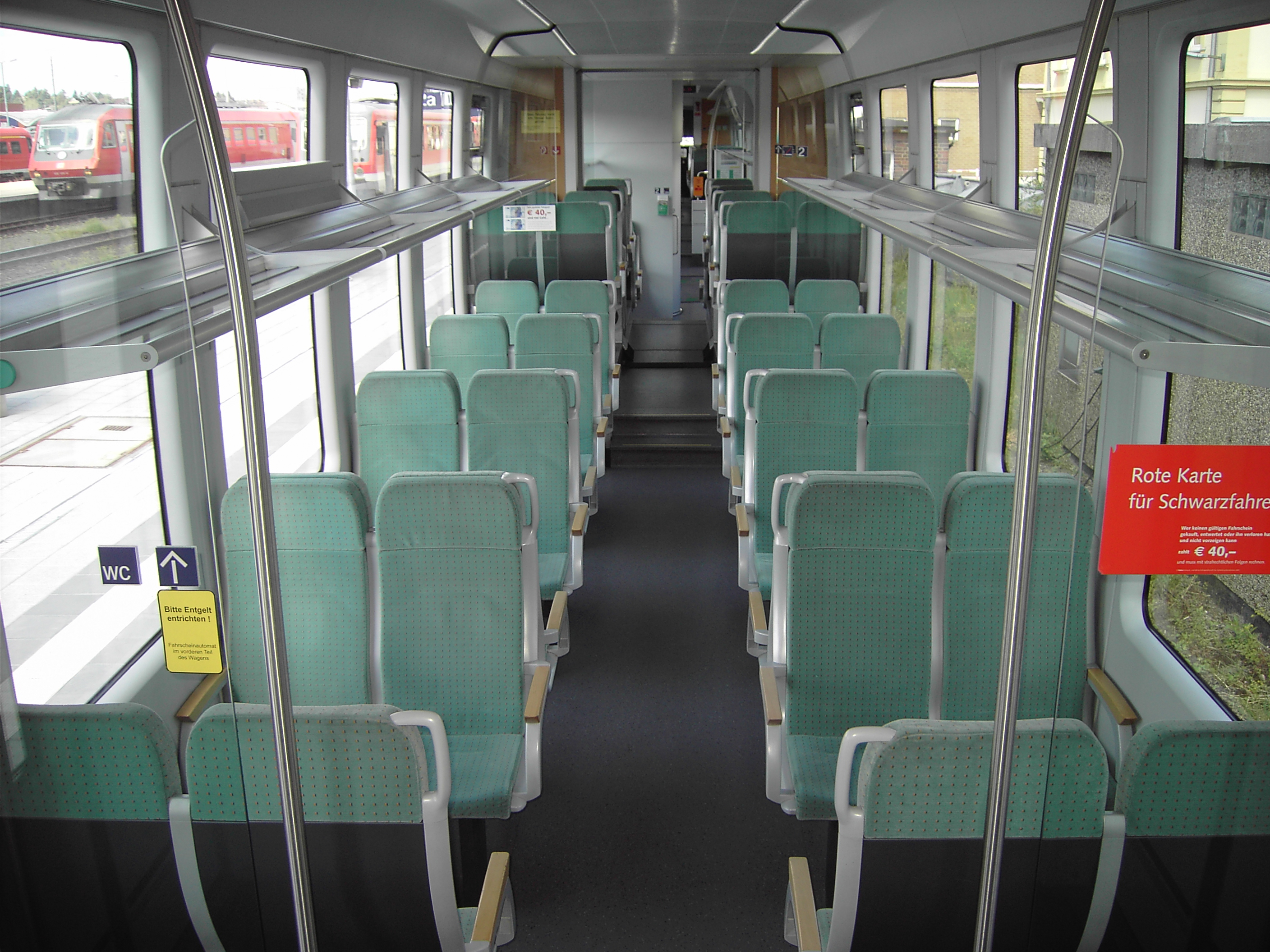
Innenraum eines Desiro Classic der Vogtlandbahn

Da zum Zeitpunkt der Betriebsaufnahme der Vogtlandbahn ein nur recht eingeschränktes Angebot an verschiedenen Fahrzeugtypen seitens der Industrie bestand, entschied man sich zur Beschaffung von Leichtbauzügen des Typs „RegioSprinter“ von Duewag, der zuvor bereits von der Dürener Kreisbahn geordert worden war. Zunächst wurden in einer ersten Serie ab 1996 acht Triebzüge beschafft, in einer zweiten Serie im Sommer 1997 weitere zehn Züge, sodass zum Beginn des planmäßigen Betriebs insgesamt 18 RegioSprinter zur Verfügung standen. Zwischen 1998 und 1999 wurden die zehn Fahrzeuge der zweiten Serie für den Betrieb auf der Innenstadtstrecke in Zwickau umgebaut. Sie erhielten gemäß Betriebsordnung der Straßenbahnen (BOStrab) Seitenblinker, Bremslichter und Warnglocken. Ferner wurden sie mit Signalbeeinflussung ausgestattet, um sich – ebenso wie die Straßenbahnzüge – die Ampeln freischalten zu können und nicht vom Straßenverkehr beeinträchtigt zu werden. Im Jahr 2004 wurden auch die übrigen acht Triebzüge aus der ersten Serie entsprechend umgebaut, um noch mehr Zügen die Fahrt in das Zwickauer Stadtzentrum zu ermöglichen. Die RegioSprinter sind vorrangig für den Betrieb auf kürzeren Strecken geeignet, da sie über eine 2+3-Bestuhlung mit nur dünn gepolsterten Sitzen verfügen und lediglich eine Höchstgeschwindigkeit von 120 km/h erreichen. In ihrem ursprünglichen Zustand besaßen die Fahrzeuge auch keine Toilette, für den grenzüberschreitenden Verkehr nach Tschechien wurden alle Triebwagen später dementsprechend nachgerüstet. Die RegioSprinter verkehren planmäßig auf den Linien VB 1, VB 5 und zur Hälfte auf der VB 2. Ebenso wurden sie bis Dezember 2006 auf der mittlerweile stillgelegten Strecke Schönberg–Schleiz (Linie VB 7) eingesetzt. Im Jahr 2006 waren zwei Triebwagen längerfristig an die Prignitzer Eisenbahn GmbH verliehen, die sie im Raum Oberhausen einsetzte.
Im Jahr 2000 beschaffte die Vogtlandbahn GmbH als Reaktion auf ihre Geschäftsausweitung neun Triebwagen des Typs „Desiro Classic“ von Siemens Transportation Systems. Die Einheiten, die bei der Deutschen Bahn unter der Baureihennummer 642 laufen, sind auch für längere Strecken geeignet. Im Gegensatz zu den RegioSprintern fand hier eine komfortablere Bestuhlung in der Anordnung 2+2 mit dicker gepolsterten Sitzen Verwendung. Zudem wurde ein Abteil als 1. Klasse in der Bestuhlung 1+2 ausgeführt und ein geschlossenes WC-System eingebaut. Gegenüber den baugleichen Triebwagen der Deutschen Bahn wurden die Desiros der Vogtlandbahn u. a. auch mit einem Fahrkartenautomat, Schiebetritten in den Einstiegsbereichen und Notbremsüberbrückung ausgestattet. In zwei weiteren Serien wurden im Jahr 2002 nochmals 15 Triebwagen beschafft. Während die erste Serie analog den DB-Zügen über eine Motorleistung von 2 × 275 kW (2 × 374 PS) verfügte, wurden in den folgenden Serien Motoren mit 2 × 315 kW (2 × 429 PS) eingebaut, um auch mitunter steigungsreiche Abschnitte des Streckennetzes ungehindert befahren zu können. Die Desiros kamen planmäßig auf den Linien VB 3, VB 4, zur Hälfte auf der VB 2 und auf den trilex-Linien zum Einsatz.
Ab Februar 2012 begann der Zulauf von neuen Triebwagen des Typs Stadler Regio-Shuttle RS1, die zur Verjüngung des Fahrzeugbestandes beschafft wurden. Die Triebwagen erfüllen die Voraussetzungen der BOStrab, um die Strecke in das Zwickauer Zentrum bedienen zu können. Zum Fahrplanwechsel am 9. Dezember 2012 wurden acht neue Triebwagen in Betrieb genommen. Ebenso wurden 2015 vier Regio-Shuttles von der ODEG gekauft, die zeitweise auf der Linie TL 70 des Trilex eingesetzt wurden.
Für den Betrieb der S-Bahn Mitteldeutschland ab 2026 will Die Länderbahn 41 dreiteilige Neufahrzeuge vom Typ Siemens Mireo beschaffen. Diese sollen auf den Kernstrecken in Doppeltraktion fahren.

## Marken

### Vogtlandbahn

Logo Vogtlandbahn

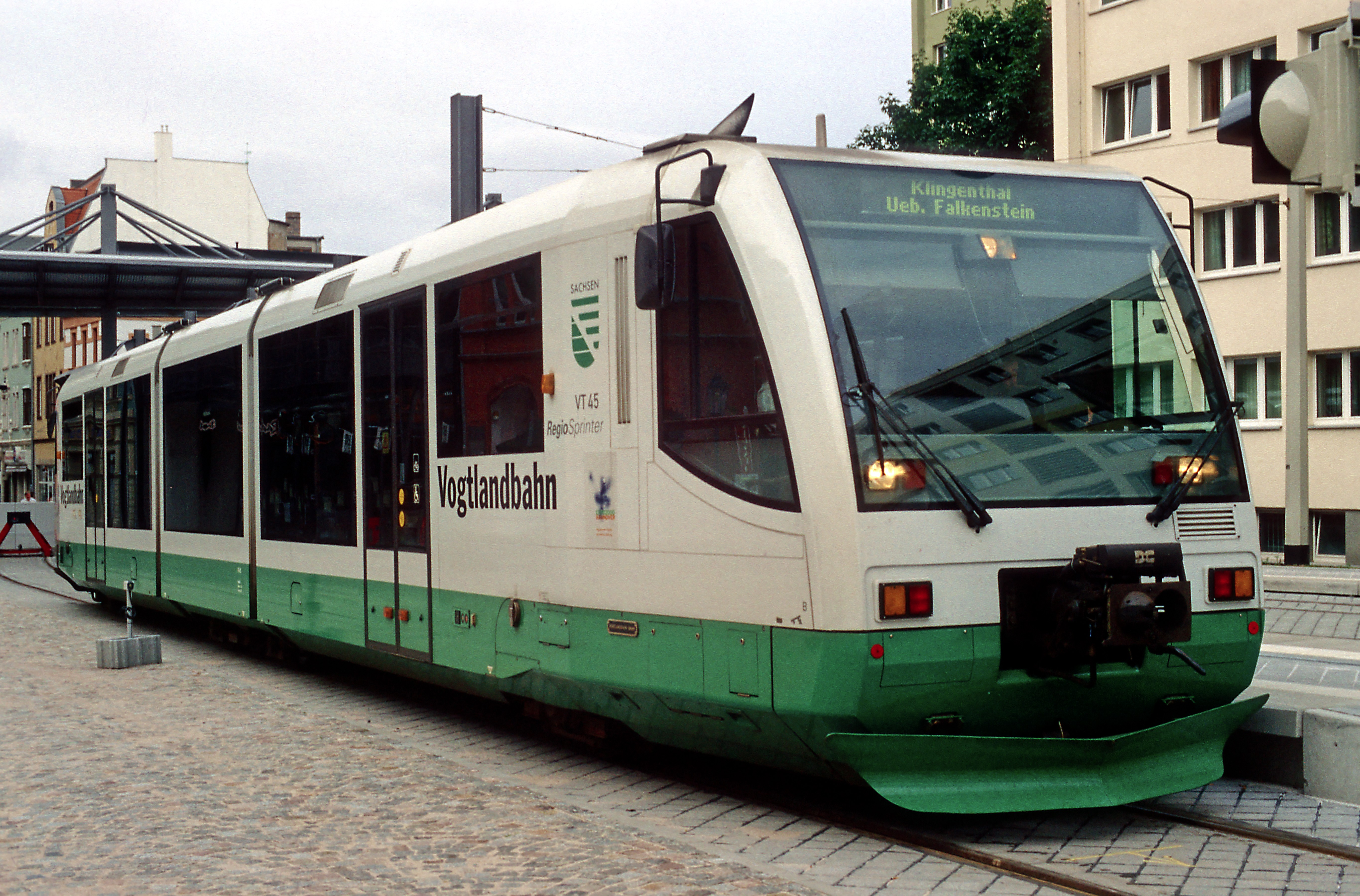
RegioSprinter der Vogtlandbahn im Haltepunkt Zwickau Zentrum

Das Netz der Vogtlandbahn bildete den Ausgangspunkt der späteren Länderbahn. Die Vogtlandbahn GmbH bedient seit 1998 eigenständig bis zu fünf Linien im sächsischen, thüringischen, bayrischen und tschechischen Vogtland, wobei die Strecken hauptsächlich auf Plauen und Zwickau ausgerichtet sind. Zum Einsatz kommen ausschließlich Regioshuttles.
Nach der Umbenennung der Vogtlandbahn GmbH in „Die Länderbahn GmbH“ wurde die Marke „vogtlandbahn“ im ursprünglichen Netz weitergeführt. Das zentrale Betriebswerk liegt in Neumark (Vogtland), wo sich auch ein Ausbildungszentrum der Länderbahn befindet.

### Trilex

Logo Trilex

Seit dem 12. Dezember 2010 bedient die Länderbahn die Strecke Liberec–Zittau–Varnsdorf–Rybniště/Seifhennersdorf im Dreiländereck Deutschland-Polen-Tschechien. Zum Einsatz kommen die ehemaligen Vogtlandbahn-Triebwagen der Baureihe 642 mit Aufschriften des Trilex und Regioshuttle. Die Regioshuttle-Züge trugen zunächst Aufschriften der Vogtlandbahn und des Trilex. Für den Betrieb wurde eine Zweigniederlassung des in Deutschland ansässigen Unternehmens in Hrádek nad Nisou eröffnet. Die Trilex-Züge der L7 und RE2 (zwischen Liberec und Zittau) sind teils mit zweisprachigen Zugbegleitern besetzt.
Seit dem Fahrplanwechsel im Dezember 2014 betreibt die Länderbahn auch die zwei Strecken Dresden–Bischofswerda–Bautzen–Görlitz und Dresden–Bischofswerda–Zittau–Liberec des sogenannten Ostsachsennetzes unter der Marke trilex. Dort kommen ausschließlich Desiro-Triebwagen zum Einsatz.

### Die Länderbahn CZ

Logo Die Länderbahn CZ

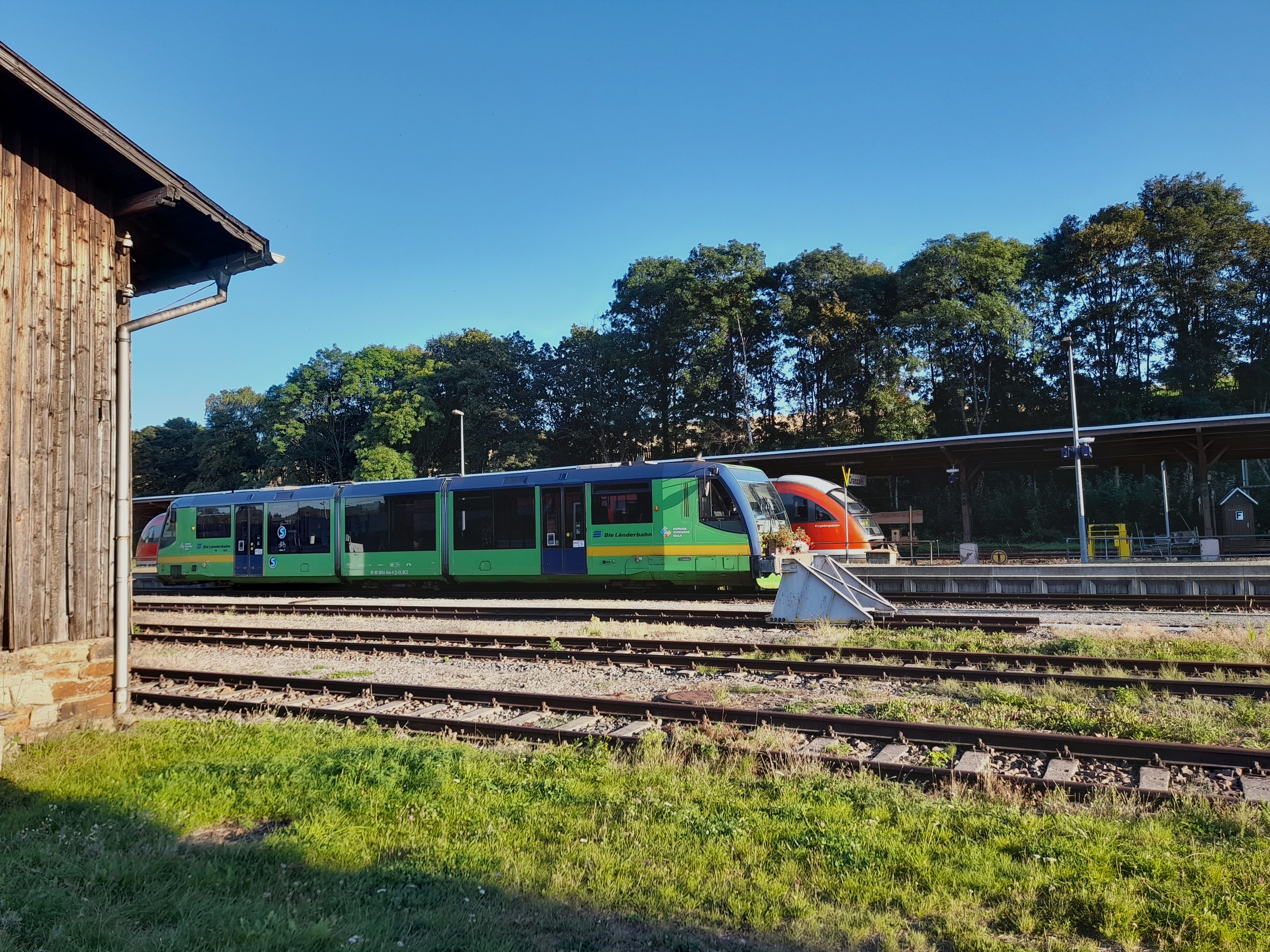
RegioSprinter der Länderbahn CZ im Bahnhof Cranzahl (2023)

Nach einer gewonnenen Ausschreibung wurde 2019 das 100-prozentige Tochterunternehmen Die Länderbahn CZ s.r.o. mit Sitz in Ústí nad Labem gegründet. Mit dem Fahrplanwechsel im Dezember 2019 wurde der Betrieb der Linien U12 Osek město–Rakovník sowie U16 Jirkov–Lužná u Rakovníka im Regiotakt Ústecký kraj übernommen. Darüber hinaus wurden einzelne Ausflugsfahren auf einer weiteren Linie aufgenommen. Der Reiseverkehr der touristischen Linie T7 Chomutov–Vejprty(–Cranzahl) wird nach der Neuausschreibung im Jahr 2019 ab 2020 durch Die Länderbahn betrieben. Auf den Strecken im Ústecký kraj, Středočeský kraj und nach Cranzahl verkehren Triebwagen des Typs RegioSprinter. Diese Linien werden unter der Marke Die Länderbahn betrieben.
Bei einer weiteren Ausschreibung erhielt das Unternehmen den Auftrag, seit Dezember 2021 die Strecke Rumburk – Česká Lípa – Mladá Boleslav město sowie ab Dezember 2022 auch die Strecke Liberec – Česká Lípa – Děčín hl. n. zu befahren. Diese beiden Strecken werden unter der Marke trilex befahren.
Seit Dezember 2023 bedient sie auch die Linie S58 Rakovník - Lubná - Kralovice u Rakovníka, an allen Wochenenden und Feiertagen. Zum Fahrplanwechsel im Dezember 2024 wurde das Angebot am Wochenende um ein Zugpaar ergänzt und noch ein Zugpaar am Freitag eingeführt.

### Alex

Logo alex

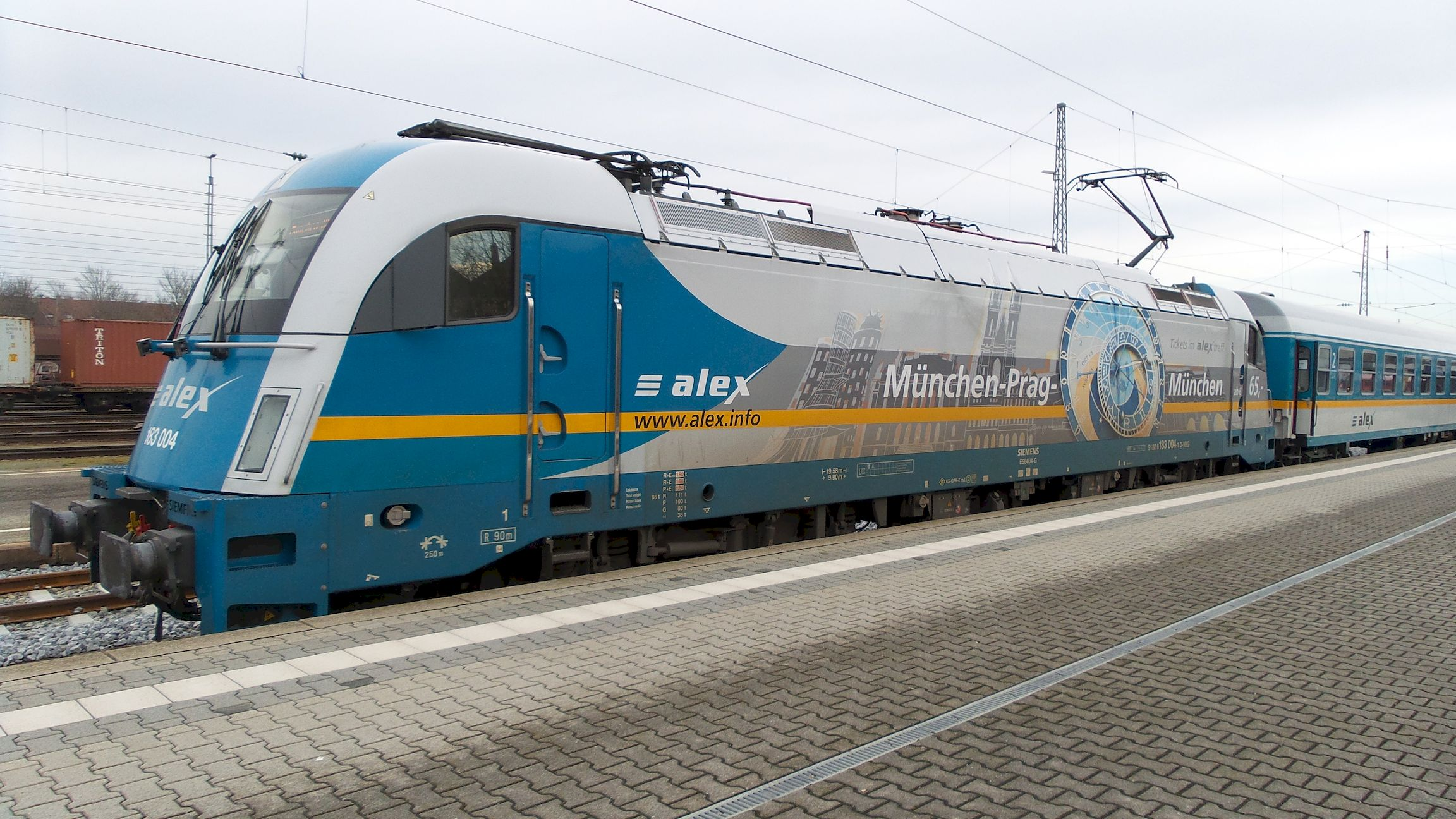
Alex-183 004 in Landshut Hbf

Aus einem im Jahr 2005 durchgeführten Wettbewerbsverfahren der Bayerischen Eisenbahngesellschaft ging die Länderbahn im Oktober desselben Jahres mit dem Arriva-Länderbahn-Express als Sieger hervor. Das Ausschreibungsprojekt umfasste einen „regionalen Schnellverkehr“ im Zweistundentakt von München über Regensburg nach Schwandorf, von wo aus die Züge jeweils alle vier Stunden alternierend nach Hof und Furth im Wald ihre Fahrt fortsetzen sollen. Ebenso konnte die Länderbahn die Neuausschreibung des Betriebs auf der Strecke München–Kempten–Oberstdorf/Lindau für sich entscheiden, die sie seit Dezember 2003 bereits unter dem Markennamen „Allgäu-Express“ gemeinsam mit der schweizerischen SBB GmbH bediente. Der „Allgäu-Express“ (auch: „alex Süd“) wurde zum 13. Dezember 2020 eingestellt und von der DB Regio Allgäu-Schwaben übernommen. Für die neuen Verkehre hat die Vogtlandbahn 90 gebrauchte Reisezugwagen gekauft, von denen 60 Stück in Halberstadt und Neumünster modernisiert wurden. Seit Fahrplanwechsel 2009 sind zusätzlich sieben Doppelstockwagen im Einsatz, die in Görlitz hergestellt wurden. Für die Bespannung der Züge sind zwischen Regensburg und Hof/Pilsen elf Diesellokomotiven der Reihe 223 (Typ EuroRunner) von Siemens im Einsatz, die vom Unternehmen Alpha Trains geleast sind. Für den elektrifizierten Abschnitt München–Regensburg wurden zusätzlich vier Lokomotiven vom Siemens-Typ ES64U4 geleast und als Reihe 183 eingeordnet. Unterhalten werden diese Züge komplett im neuen Werk der Länderbahn in Schwandorf. Seit der Übernahme durch Netinera werden die Züge nur noch als alex vermarktet.

### Oberpfalzbahn

Logo Oberpfalzbahn

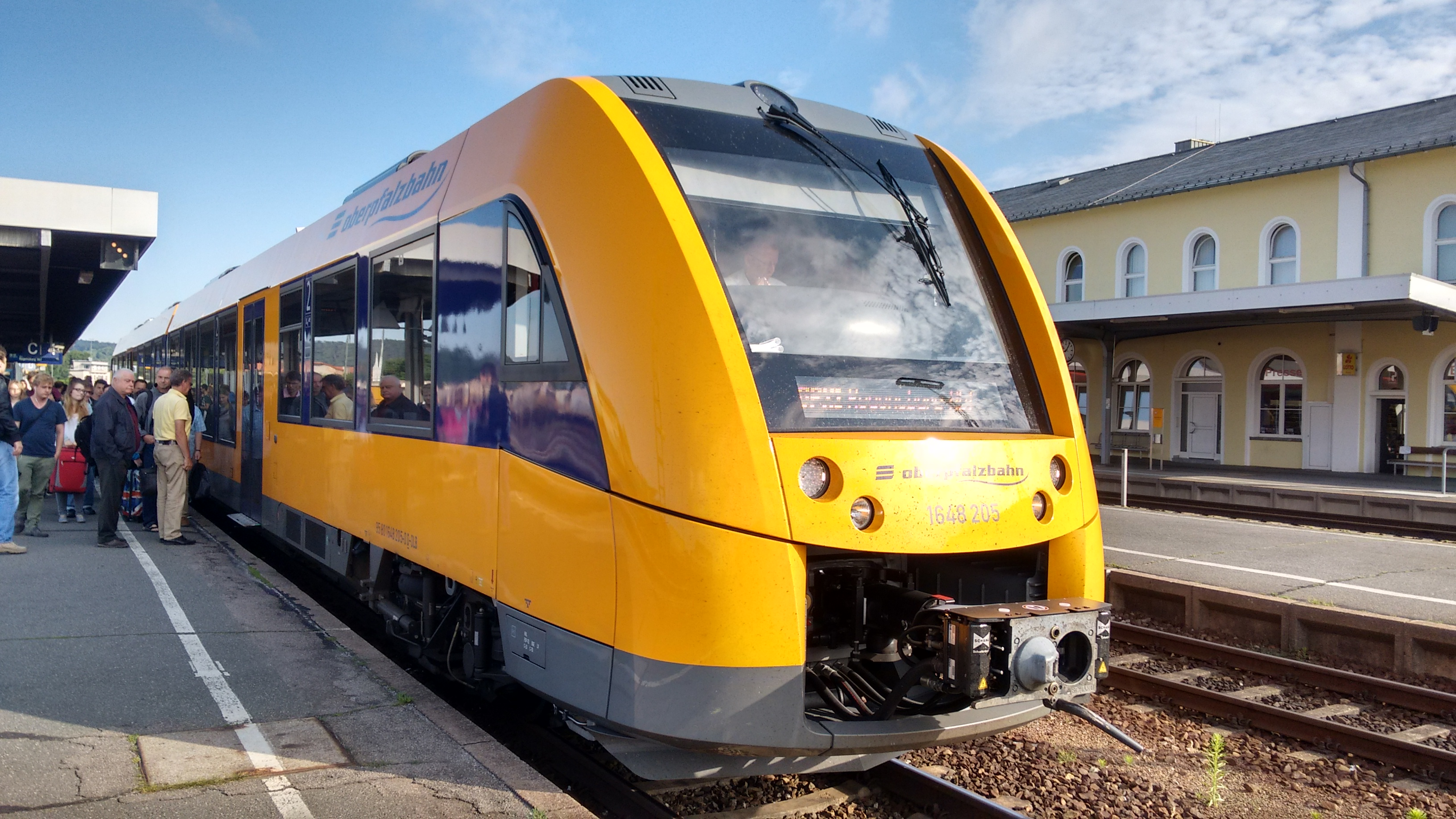
Alstom Coradia LINT 41 1648 205 in Schwandorf

Die Länderbahn betreibt unter der Marke Oberpfalzbahn fünf Linien in Ostbayern zwischen Hof, Marktredwitz, Schwandorf, Regensburg, Waldmünchen, Furth im Wald und Lam. Mit Cheb und Domažlice sowie einigen kleineren Haltepunkten sind auch tschechische Bahnhöfe an das Streckennetz angeschlossen.
Im Sommer 2001 startete die Oberpfalzbahn mit elf Triebwagen des Typs Stadler Regio-Shuttle RS1. Die Flotte wurde im Jahr 2013 um zwei gebrauchte Fahrzeuge des gleichen Typs ergänzt. Für die Strecke Regensburg–Marktredwitz waren zunächst Triebwagen des polnischen Typs PESA LINK vorgesehen. Aufgrund von Zulassungsproblemen wurde die Bestellung storniert. Stattdessen werden seit 9. März 2013 Fahrzeuge vom Typ LINT 41 eingesetzt.

### Waldbahn

Logo Waldbahn

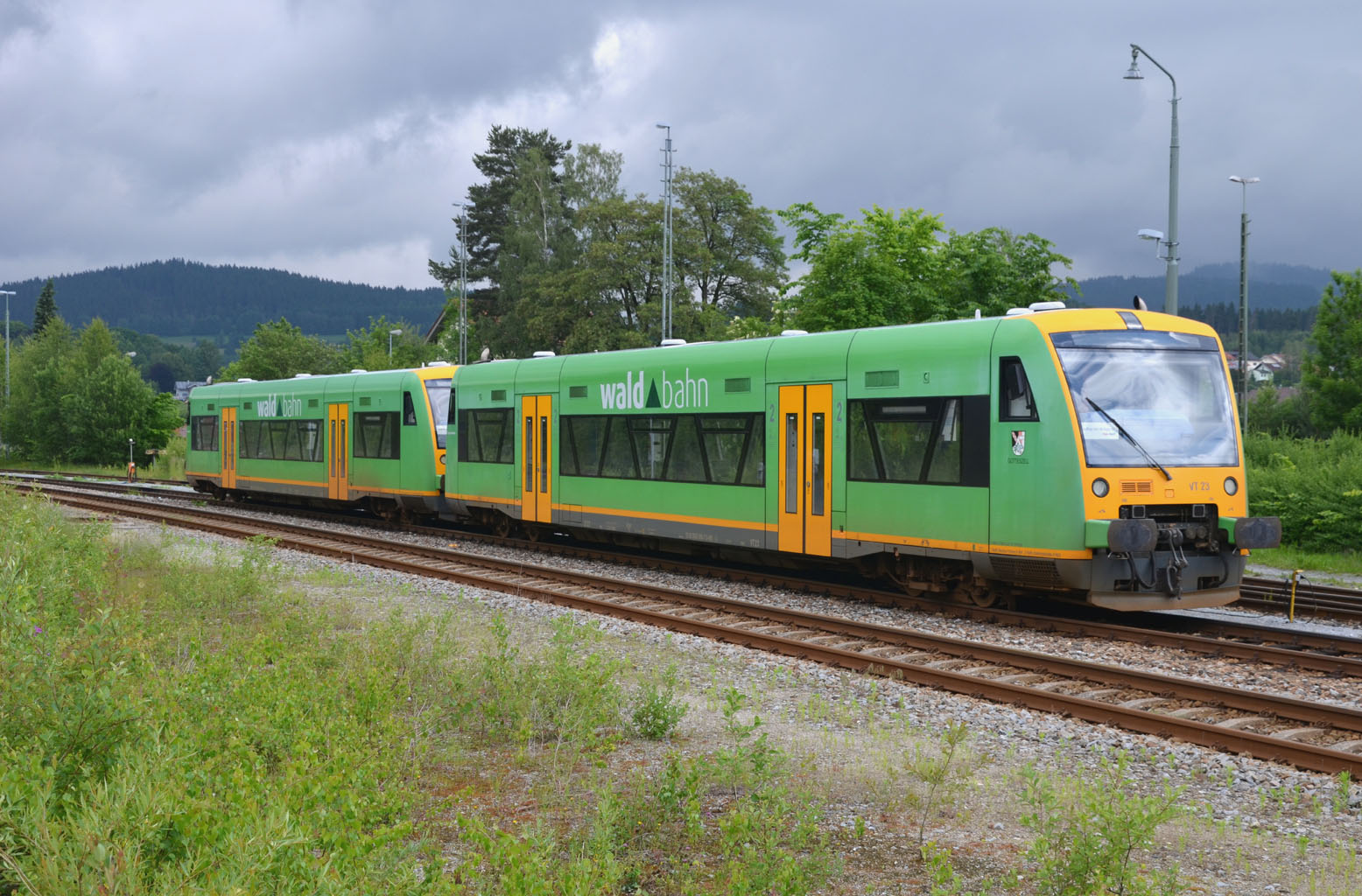
Stadler Regio-Shuttles RS1 in Zwiesel

Die Länderbahn betreibt unter der Marke Waldbahn vier Linien in der Region Zwiesel, Bayerischer Wald: Plattling–Bayerisch Eisenstein, Zwiesel–Grafenau und Zwiesel–Bodenmais, sowie die im September 2016 reaktivierte Bahnstrecke Gotteszell–Viechtach. Im Bahnhof Bayerisch Eisenstein / Železná Ruda-Alžbětín besteht Anschluss an tschechische Züge in Richtung Plzeň und Praha.
Die Waldbahn ist Teil des Nationalpark-Verkehrskonzeptes Bayerischer Wald und eine von vier Referenzstrecken der Bayerischen Eisenbahngesellschaft (BEG). Diese Bahnstrecken stehen unter besonderer Beachtung der BEG, um verschiedene innovative Konzepte zur Qualitätssteigerung zu evaluieren.
Die Waldbahn setzt zurzeit vom Betriebswerk Viechtach aus 14 modernisierte Dieseltriebwagen des Typs Stadler Regio-Shuttle RS1 ein.

## Vogtland-Express

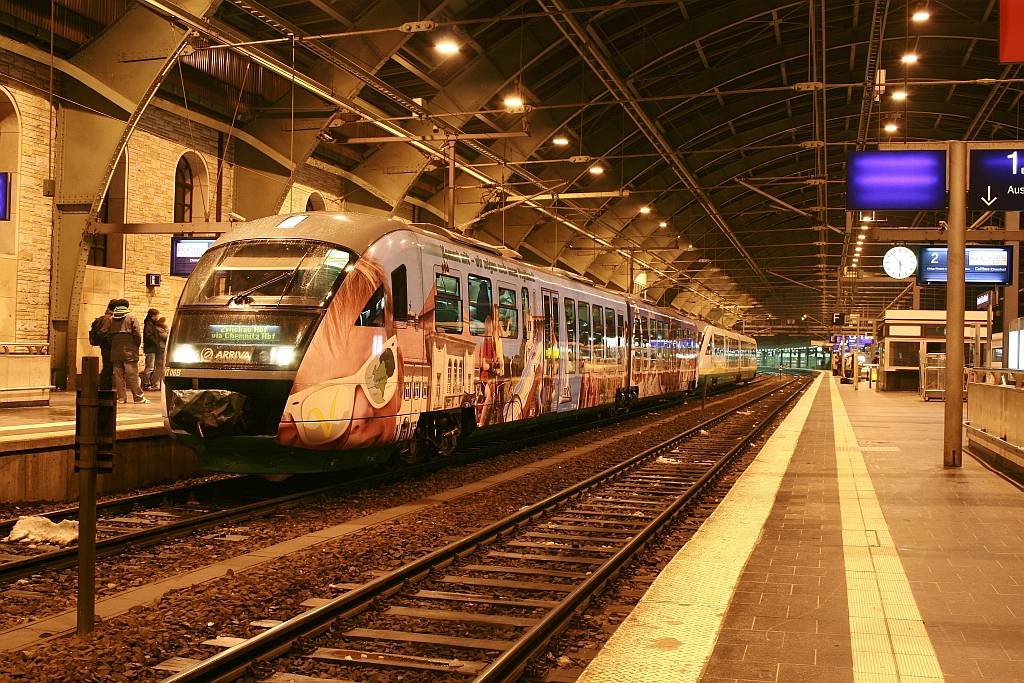
Im Januar 2009: Der Vogtland-Express fuhr zeitweise nur bis Zwickau.

Der Vogtland-Express verband in den Jahren 2005 bis 2015 das Vogtland mit Berlin.
Zwischen dem 12. Juni 2005 und dem 30. September 2012 bot die Vogtlandbahn als eine von wenigen Privatbahnen eine Verbindung im Schienenpersonenfernverkehr an. Einmal täglich wurde die Verbindung von Plauen nach Berlin Ostbahnhof und zurück befahren. Die Vogtlandbahn füllte die Lücke, die seit der Einstellung des letzten Interregios aus dem Vogtland nach Berlin entstanden war und der Region den Nord-Süd-Fernverkehr nahm. Nach mehrfachen Änderungen des Fahrplanes wurde der Betrieb aus wirtschaftlichen Gründen vom 16. Februar 2009 bis zum 7. April 2009 vorläufig eingestellt, der Vogtlandexpress nahm seinen Betrieb jedoch am 8. April 2009 wieder auf.
Seit Januar 2011 verkehrte der Vogtland-Express als Schienenersatzverkehr (SEV), da der Vogtlandbahn keine entsprechenden Triebwagen zur Verfügung standen. Der SEV bediente die Bahnhöfe Reichenbach, Zwickau, Chemnitz, Berlin-Schönefeld Flughafen und Berlin Zoologischer Garten. Zum Fahrplanwechsel am 12. Juni 2011 wurde der Vogtland-Express teilweise wieder auf Triebwagen umgestellt.
Im Frühjahr 2012 wurden die Verkehrstage des ursprünglich täglich verkehrenden Zugpaares auf Freitag bis Montag reduziert und seit dem 1. Oktober 2012 verkehrte der Vogtland-Express täglich nur noch als Fernbus ab Reichenbach über Zwickau, Chemnitz, Berlin-Schönefeld Flughafen, Berlin Zoologischer Garten zum Zentralen Omnibusbahnhof am Berliner Funkturm. Schließlich zog sich die Vogtlandbahn aus dem Projekt zurück und seit dem 1. Oktober 2014 betrieben die beteiligten Busunternehmen die Linie, die seit Sommer 2013 wieder ab Plauen nach Berlin führte, unter der Bezeichnung Vogtland-Fernbus in Eigenregie. Wegen mangelnder Wirtschaftlichkeit wurde auch dieser Verkehr zum Jahresende 2015 eingestellt.

## Die Eisenbahnschule der Länderbahn
Die Länderbahn besitzt eine unternehmenseigene Eisenbahnschule und ist vom Eisenbahnbundesamt als Ausbildungs- und Prüfungsorganisation anerkannt. Seit dem Jahr 2021 werden am Standort Neumark/Vogtl. neben den Berufen des Mechatronikers und Elektroniker für Betriebstechnik auch der Eisenbahner im Betriebsdienst ausgebildet. Aufgrund des Fachkräftemangels werden neben deutschen auch Teilnehmer aus Serbien ausgebildet.